# Dresden (Ontario)
Dresden ist ein unselbständiger und ländlicher Gemeindeteil der Stadt Chatham-Kent im Südwesten von Ontario, Kanada mit 2541 Einwohnern. Dresden liegt am Sydenham River und wurde nach Dresden in Sachsen benannt.
Dresden ist bekannt geworden als neue Heimatstadt von Josiah Henson, einem früheren US-amerikanischen Sklaven und methodistischen Pastor, der 1830 von Kentucky mit seiner Familie hierher flüchtete. Er wurde Farmer, Müller, Kirchenältester, Mitarbeiter der Underground Railroad, Gründer der Siedlung Dawn und 1842 Gründer des British American Institute, das eingewanderten befreiten Sklaven zu Bildung und Arbeit verhalf. Hensons Lebensgeschichte von 1849 war eine wichtige Inspirationsquelle für die Schriftstellerin Harriet Beecher Stowe und deren Roman Onkel Toms Hütte, der 1851 veröffentlicht und zum einflussreichen Bestseller wurde.

## Söhne und Töchter der Stadt
- Lucretia Newman Coleman (ca. 1854–1948), Schriftstellerin und eine der ersten schwarzen Frauen, die an der Lawrence University studierten
- Ken Houston (1953–2018), Eishockeyspieler